# Anne Schreurs
Anne Schreurs (3 november 1992) is een Belgische atlete, die gespecialiseerd is in de middellange afstand en het veldlopen. Zij werd tweemaal Belgisch kampioene.

## Loopbaan
Schreurs werd in 2018 Belgisch indoorkampioene op de 1500 m. Een jaar later wist ze deze titel te verlengen.
Schreurs is aangesloten bij Koninklijke Atletiekclub Genk.

## Belgische kampioenschappen
Indoor
| Onderdeel | Jaar       |
| --------- | ---------- |
| 1500 m    | 2018, 2019 |

## Persoonlijke records
Outdoor
| Onderdeel      | Prestatie | Datum           | Plaats     |
| -------------- | --------- | --------------- | ---------- |
| 1500 m         | 4.25,03   | 3 juli 2021     | Heusden    |
| 2000 m         | 6.14,03   | 1 augustus 2021 | Mol        |
| 3000 m         | 9.34,44   | 1 augustus 2020 | Vught      |
| 5000 m         | 16.32,31  | 2 augustus 2025 | Brussel    |
| 10.000 m       | 34.54,35  | 8 mei 2024      | Kessel-Lo  |
| Halve marathon | 1:17.12   | 9 maart 2025    | Gentbrugge |

Indoor
| Onderdeel | Prestatie | Datum            | Plaats |
| --------- | --------- | ---------------- | ------ |
| 1500 m    | 4.28,61   | 17 februari 2019 | Gent   |
| 3000 m    | 9.51,29   | 22 februari 2020 | Gent   |

## Palmares

### 1500 m
- 2018:  BK AC indoor – 4.32,56
- 2019:  BK AC indoor – 4.28,61

### 5000 m
- 2022:  BK AC – 16.51,93

### 10.000 m
- 2023:  BK AC in Huizingen – 35.10,30
- 2024:  BK AC in Kessel-Lo – 34.54,35